# Dioicismo
Il dioicismo (dal greco antico διοικία = due case, agg. dioico) è una caratteristica di alcune specie che hanno individui unisessuali distinti, ognuno dei quali produce gameti maschili o femminili, direttamente (negli animali) o indirettamente (nelle piante con semi). La riproduzione dioica è la riproduzione biparentale. Il dioicismo ha dei costi, poiché solo la parte femminile della popolazione produce direttamente prole. Si tratta di un metodo per escludere l'autofecondazione e promuovere l'allogamia (incrocio), e tende quindi a ridurre l'espressione di mutazioni deleterie recessive presenti in una popolazione. Le piante hanno diversi altri metodi per impedire l'autofecondazione, tra cui, ad esempio, la dicogamia, l'ercogamia e l'autoincompatibilità.

## In zoologia

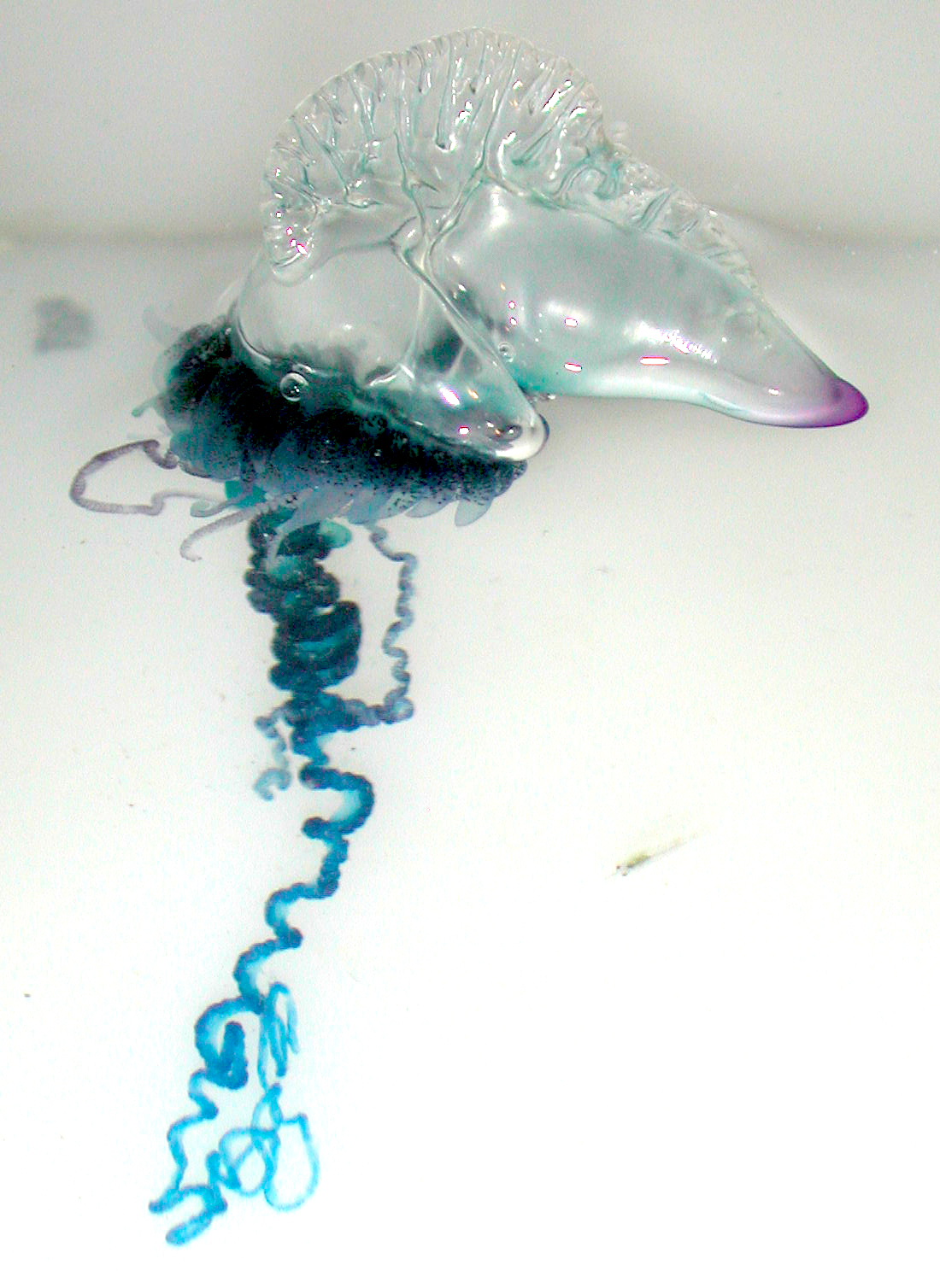
Physalia physalis, la caravella portoghese, è un animale coloniale marino dioico; le meduse riproduttive all'interno di una colonia come questa sono tutte dello stesso sesso.

La separazione dei sessi è alquanto usuale nel regno animale. In zoologia, le specie dioiche possono essere contrapposte alle specie ermafrodite.  
Il termine dioico può anche descrivere colonie all'interno di una specie, come le colonie di Siphonophora, che possono essere dioiche o monoiche. 
Spesso si utilizza, come sinonimo di dioico, il termine specialistico gonocorico (o anche anfigonico).

## In botanica
Si riferisce alla riproduzione sessuale delle piante. Indica che gli organi riproduttivi maschili (coni maschili nelle Gimnosperme e stami nelle Angiosperme) e femminili (coni femminili nelle Gimnosperme e pistillo nelle Angiosperme) sono portati su due piante distinte.
Esistono quindi esemplari con fiori maschili e fiori femminili della stessa specie. Questo significa che i gameti maschili e femminili vengono prodotti su due piante diverse.
Di solito la pianta maschile e quella femminile non presentano grosse differenze morfologiche, tranne al momento di produzione dei gameti, quando compaiono le strutture riproduttive. Per far sì che una pianta dioica femminile produca dei frutti e dei semi è quindi indispensabile la presenza di una pianta impollinatrice, cioè che possiede fiori maschili in grado di produrre polline.
La condizione di dioicità nelle piante è assai poco comune in natura, essendo nell'ambiente vegetale la condizione prevalente quella di recare nel fiore gli elementi completi dei due sessi (piante monoiche), pur avendo di norma meccanismi diversi per evitare l'autoimpollinazione.

### Piante dioiche
Alcuni esempi di piante dioiche, appartenenti alle Gimnosperme:
- Ginkgo biloba (Ginko)
- Taxus baccata (Tasso)
- Araucaria
- Cycas sp.
- Juniperus communis (Ginepro)

Ed altri appartenenti alle Angiosperme:
- Molti gelsi Morus, esempi: Morus alba (Gelso bianco), Morus nigra (Gelso nero), Morus rubra (Gelso rosso)
- Laurus nobilis (Alloro)
- Ceratonia siliqua (Carrubo)
- Tutti i Salix (Salici), esempi: Salix alba, Salix caprea, Salix purpurea, Salix cinerea
- Tutte le Gaultheria, esempi: Gaultheria mucronata (Pernezia del Cile)
- Urtica dioica (Ortica)
- Pistacia vera (Pistacchio)
- Pistacia lentiscus (Lentisco)
- Humulus lupulus (Luppolo)
- Ruscus aculeatus (Pungitopo)
- Ilex aquifolium (Agrifoglio)
- Actinidia chinensis (Kiwi)
- Mercurialis annua (Mercorella comune)
- Tamus communis (Tamaro)
- Bryonia dioica (Brionia)
- Alcune Euphorbia: Euphorbia obesa e Euphorbia susannae
- Tutte le Casuarina
- Quasi tutti i generi di Cannabaceae, tranne rari casi di ermafroditismo
- Alcune Arecaceae (Palme)
- Ailanthus altissima (Albero del paradiso)